# Georg Hagemann
Georg Hagemann (* 17. November 1832 in Beckum; † 6. Dezember 1903 in Münster) war ein deutscher Philosoph.

## Leben
Er studierte Philosophie und Theologie an der Akademie Münster. 1862 habilitierte er sich in Münster für Philosophie. Er wurde 1881 zum außerordentlichen, unbesoldeten und 1884 schließlich zum (besoldeten) ordentlichen Professor für Philosophie ernannt.

## Schriften (Auswahl)
- Elemente der Philosophie. Münster 1870.
- Psychologie. Ein Leitfaden für akademische Vorlesungen sowie zum Selbstunterrichte. Münster 1868.